# Марков, Дмитрий Андреевич
Дми́трий Андре́евич Ма́рков (1864, Королевство Галиции и Лодомерии —1938) — галицко-русский политический и общественный деятель, публицист, юрист, адвокат.

## Биография
Родился в селе Грушев Дрогобычского уезда (Галиция, Австро-Венгрия) в крестьянской семье. Его родным братом был лидер галицко-русского движения Осип Андреевич Марков.
Окончил немецкую гимназию во Львове. Высшее образование получил на богословском факультете Львовского университета, затем на юридическом факультете Инсбрукского университета.
Избирался депутатом Галицкого краевого сейма и австрийского Рейхсрата от Русской народной партии. В австрийском парламенте в 1907 году в первый раз произнес речь на русском литературном языке. Открыто отстаивал идею единства русского народа (великорусов, малорусов и белорусов) в своих публицистических работах и публичных выступлениях. В 1914 году, после объявления Австро-Венгрией войны России, Дмитрий Марков был арестован и приговорён военным трибуналом к смертной казни. Приговор был заменён на пожизненное заключение в Терезинской крепости. Получил свободу после развала Австро-Венгрии в 1918 году. Вместе с Петром Гаталаком и Дмитрием Вергуном находился на Парижской конференции 1919 года, отстаивая присоединение Карпатской Руси (территории с восточнославянским населением в бывшей Австрийской империи) к России.

## Публицистические работы
- Письма публициста (1905);
- Австрия и Россия (1910);
- Русская и украинская идея в Австрии (1911, в 1912 году переиздано на немецком языке);
- Слово перед австрийским военным судом (1915);
- Записки о Прикарпатской Руси на мирной конференции (1919);
- Воспоминания о Наумовиче (1926);
- Кто нас спасал в 1915 г. (1934);